# Буда-Кошелёвский район
Бу́да-Кошелёвский райо́н (бел. Бу́да-Кашалё́ўскі раё́н) — административная единица на северо-востоке Гомельской области Республики Беларусь. Административный центр — город Буда-Кошелёво.
Численность населения — 28 408 человек (на 1 января 2025 года).
В 2024 году район отмечает 100-летие.

## Административное устройство
В районе 15 сельсоветов:
- Губичский
- Гусевицкий
- Коммунаровский
- Кошелёвский
- Кривский
- Липиничский
- Морозовичский
- Николаевский
- Октябрьский
- Потаповский
- Рогинский
- Уваровичский
- Узовский
- Чеботовичский
- Широковский

Упразднённые сельсоветы:
- Бервёновский
- Буда-Люшевский
- Глазовский
- Дуравичский
- Заболотский
- Ивольский
- Старобудский

## География
Площадь района составляет 1600 км² (12-е место). На северо-западе район граничит с Рогачёвским районом, на северо-востоке — с Чечерским, на западе — с Жлобинским (частично граница проходит по Днепру), на юге — с Речицким и Гомельским, на востоке — Ветковским районом.
Основные реки — Днепр и Уза. 
На территории района находится Буда-Кошелёвский биологический заказник.
В долине реки Дулепа (приток реки Чечера) образовано водохранилище Чечера, расположено у деревни Выдрица.

## История
До 1861 года деревня Буда входила в состав Кошелевской волости Рогачёвского уезда. Район с нынешним названием был образован 17 июля 1924 года. В 1924—1927 годах входил в состав Бобруйского округа БССР, в 1927—1930 годах — в Гомельском округе, в 1930—1938 годах — в прямом республиканском подчинении, с 15 января 1938 года — в Гомельской области. 5 апреля 1936 года к району был присоединён Приборский сельсовет Рогачёвского района. 17 апреля 1962 года к району присоединено 11 сельсоветов упразднённого Уваровичского района. С 25 декабря 1962 года по 6 января 1965 года в составе района находилась большая часть территории временно упразднённого Чечерского района.
20 октября 1995 года административные единицы Буда-Кошелёвский район и город Буда-Кошелёво, имеющие общий административный центр, объединены в одну административную единицу — Буда-Кошелёвский район. 

## Геральдика
Герб и флаг зарегистрированы в Гербовом матрикуле Республики Беларусь 4 июня 2002 года № 86. Утверждены решением Буда-Кошелёвского районного Совета депутатов 27 декабря 2001 года № 58.

## Демография
Численность населения — 28 408 человек (на 1 января 2025 года), в том числе городское — 10 622 человек (Буда-Кошелёво — 8 534 человек, Уваровичи — 2 088 человек), сельское — 17 786 человек.
Численность населения — 29 314 человек (на 1 января 2023 года), в том числе городское — 10 780 человек (Буда-Кошелёво — 8 618 человек, Уваровичи — 2 162 человек), сельское — 18 534 человек.
Население района на 1 января 2018 года — 29 531 человек (10-е место), в том числе в городских условиях проживают 10 968 человек. Всего в районе 228 населённых пунктов, в том числе город Буда-Кошелёво, городской поселок Уваровичи, 15 сельсоветов.
На 1 января 2018 года 19,8% населения района были в возрасте моложе трудоспособного, 51,3% — в трудоспособном возрасте, 28,9% — в возрасте старше трудоспособного. Средние показатели по Гомельской области — 18,3%, 56,6% и 25,1% соответственно.
Коэффициент рождаемости в районе в 2017 году составил 12,4 на 1000 человек, коэффициент смертности — 18,7. Всего в 2017 году в районе родилось 366 и умерло 554 человека. Средние показатели рождаемости и смертности по Гомельской области — 11,3 и 13 соответственно, по Республике Беларусь — 10,8 и 12,6 соответственно. Сальдо миграции отрицательное (в 2017 году из района уехало на человек 11 больше, чем приехало, в 2016 году — на 413 человек больше).
В 2017 году в районе было заключено 172 брака (5,8 на 1000 человек) и 74 развода (2,5 на 1000 человек). Средние показатели по Гомельской области — 6,9 браков и 3,2 развода на 1000 человек, по Республике Беларусь — 7 и 3,4 соответственно. По уровню заключённых браков на 1000 человек район находится на одном из последних мест в области, опережая только Гомельский (4,2) и Петриковский районы (5,7), и находясь на одном уровне с Рогачёвским районом.
| Численность населения (по годам) | Численность населения (по годам) | Численность населения (по годам) | Численность населения (по годам) | Численность населения (по годам) | Численность населения (по годам) | Численность населения (по годам) | Численность населения (по годам) | Численность населения (по годам) | Численность населения (по годам) | Численность населения (по годам) |
| 1996                             | 2000                             | 2001                             | 2002                             | 2003                             | 2004                             | 2005                             | 2006                             | 2007                             | 2008                             | 2009                             |
| -------------------------------- | -------------------------------- | -------------------------------- | -------------------------------- | -------------------------------- | -------------------------------- | -------------------------------- | -------------------------------- | -------------------------------- | -------------------------------- | -------------------------------- |
| 46 000                           | ▼43 556                          | ▼42 941                          | ▼42 178                          | ▼41 342                          | ▼40 538                          | ▼39 788                          | ▼38 914                          | ▼38 036                          | ▼37 412                          | ▼36 605                          |
| 2010                             | 2011                             | 2012                             | 2013                             | 2014                             | 2015                             | 2016                             | 2017                             | 2018                             | 2019                             | 2020                             |
| ▼35 523                          | ▼34 436                          | ▼33 398                          | ▼32 521                          | ▼31 771                          | ▼30 964                          | ▼30 347                          | ▼29 729                          | ▼29 530                          | ▼29 087                          |                                  |
| 2021                             | 2022                             | 2023                             | 2024                             | 2025                             |                                  |                                  |                                  |                                  |                                  |                                  |
|                                  |                                  | ▼29 314                          |                                  | ▼28 408                          |                                  |                                  |                                  |                                  |                                  |                                  |

| Национальный состав по переписи населения 2009 года | Национальный состав по переписи населения 2009 года | Национальный состав по переписи населения 2009 года |
| Народ                                               | Численность                                         | %                                                   |
| --------------------------------------------------- | --------------------------------------------------- | --------------------------------------------------- |
| Белорусы                                            | 33 771                                              | 94,5%                                               |
| Русские                                             | 1367                                                | 3,83%                                               |
| Украинцы                                            | 355                                                 | 0,99%                                               |
| Цыгане                                              | 45                                                  | 0,13%                                               |
| Армяне                                              | 37                                                  | 0,1%                                                |
| Евреи                                               | 11                                                  | 0,03%                                               |
| Молдаване                                           | 11                                                  | 0,03%                                               |
| Поляки                                              | 11                                                  | 0,03%                                               |
| Татары                                              | 11                                                  | 0,03%                                               |
| Немцы                                               | 10                                                  | 0,03%                                               |

По переписи 1959 года, в районе проживало 39 180 человек (в границах того времени), в том числе 37 826 белорусов (96,54%), 844 русских, 262 украинца, 142 еврея, 47 поляков.

## Экономика
Выручка от реализации продукции, товаров, работ, услуг за 2017 год составила 403,9 млн рублей (около 202 млн долларов), в том числе 194,6 млн рублей (48,2%) пришлось на сельское, лесное и рыбное хозяйство, 160,4 млн (39,7%) на промышленность, 6,4 млн на строительство, 39,3 млн на торговлю и ремонт.

### Сельское хозяйство
В 2017 году в сельскохозяйственных организациях под зерновые и зернобобовые культуры было засеяно 39 273 га пахотных земель, под кормовые культуры — 29 780 га, под лён — 1200 га. По площади, засеянной зерновыми и зернобобовыми культурами, район занимает первое место в Гомельской области и второе в Республике Беларусь, уступая только Слуцкому району Минской области. В 2016 году было собрано 125,6 тыс. т зерновых и зернобобовых, в 2017 году — 116,2 тыс. т (урожайность — 33,4 ц/га в 2016 году и 29,8 ц/га в 2017 году). Средняя урожайность зерновых в Гомельской области в 2016 и 2017 годах — 30,1 и 28 ц/га, в Республике Беларусь — 31,6 и 33,3 ц/га. По валовому сбору зерновых в 2016 и 2017 годах район занимал первое место в области. Сбор льноволокна в 2016 году составил 1218 т, в 2017 году — 1290 т (урожайность — 10,2 ц/га в 2016 году и 10,8 ц/га в 2017 году).
На 1 января 2018 года в сельскохозяйственных организациях района (без учёта личных хозяйств населения и фермеров) содержалось 42,8 тыс. голов крупного рогатого скота, в том числе 15,1 тыс. коров, а также 30,6 тыс. свиней и 916,7 тыс. голов птицы. По поголовью коров район занимает четвёртое место в Гомельской области. В 2017 году было произведено 40 тыс. т мяса в живом весе и 64,8 тыс. т молока при среднем удое 4307 кг (средний удой с коровы по сельскохозяйственным организациям Гомельской области — 4947 кг в 2017 году).

## Здравоохранение
В 2017 году в учреждениях Министерства здравоохранения Республики Беларусь насчитывался 71 практикующий врач (24 в пересчёте на 10 тысяч человек; средний показатель по Гомельской области — 39,3, по Республике Беларусь — 40,5) и 274 средних медицинских работника. Число больничных коек в лечебных учреждениях района — 190 (в пересчёте на 10 тысяч человек — 64,3, один из самых низких показателей в области; средний показатель по Гомельской области — 86,4, по Республике Беларусь — 80,2).

## Образование
В 2017 году в районе действовало 24 учреждения дошкольного образования (включая комплексы «детский сад — школа») с 1,1 тыс. детей. В 2017/2018 учебном году действовало 24 учреждения общего среднего образования, в которых обучалось 3,4 тыс. учеников. Учебный процесс в школах обеспечивали 528 учителей, на одного учителя в среднем приходилось 6,3 ученика (среднее значение по Гомельской области — 8,6, по Республике Беларусь — 8,7).

## Культура
- Расположен историко-культурный центр Буда-Кошелёвского района в г. Буда-Кошелёво. Собрано 750 музейных предметов основного фонда. В 2016 году посетили 5,8 тыс. человек[32][33].
  - Картинная галерея имени Е. Е. Моисеенко[34]
  - Историко-краеведческий музей
- Историко-краеведческий музей ГУО «СШ № 1 г. Буда-Кошелёво»
- Музейная комната ГУО «Гимназия г. Буда-Кошелёво»
- Музей боевой и трудовой славы ГУО «Буда-Кошелёвский аграрно-технический колледж» в г. Буда-Кошелёво
- Краеведческий музей ГУО «Николаевский ДС-СШ Буда-Кошелёвского района» в аг. Николаевка
- Краеведческий музей ГУО «Рогинская СШ Буда-Кошелёвского района» в аг. Рогинь
- Литературный музей ГУО «Буда-Люшевская средняя школа Буда-Кошелёвского района» в д. Буда Люшевская
- Музейная комната ГУО «Уваровичская СШ Буда-Кошелёвского района» в г. п. Уваровичи

## Достопримечательности
- Свято-Николаевская церковь в г. Буда-Кошелёво
- Мемориальный комплекс в центре Буда-Кошелёво. Около 200 солдат и офицеров, погибших в боях за освобождение Буда-Кошелёвского района, захоронены в братской могиле в центре районного города. В последнее время все могилки и братская могила стала мемориальным комплексом. Здесь проходят все районные патриотические мероприятия.
- Церковь Святой Живоначальной Троицы в д. Недойка
- Святой источник в д. Селец
- Храм Рождества Пресвятой Богородицы в г. п. Уваровичи
- Бровар в аг. Рогинь

## Галерея

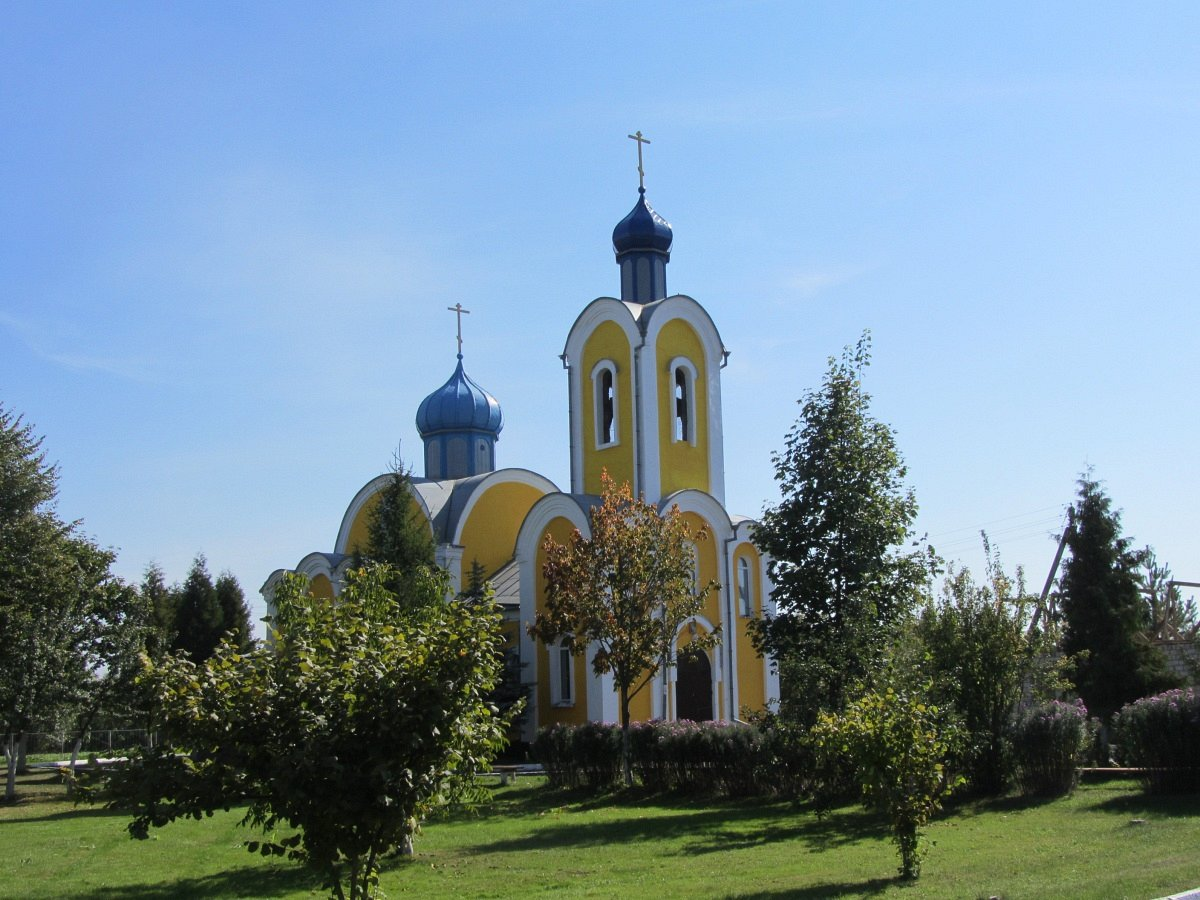
Свято-Николаевская церковь в г. Буда-Кошелёво
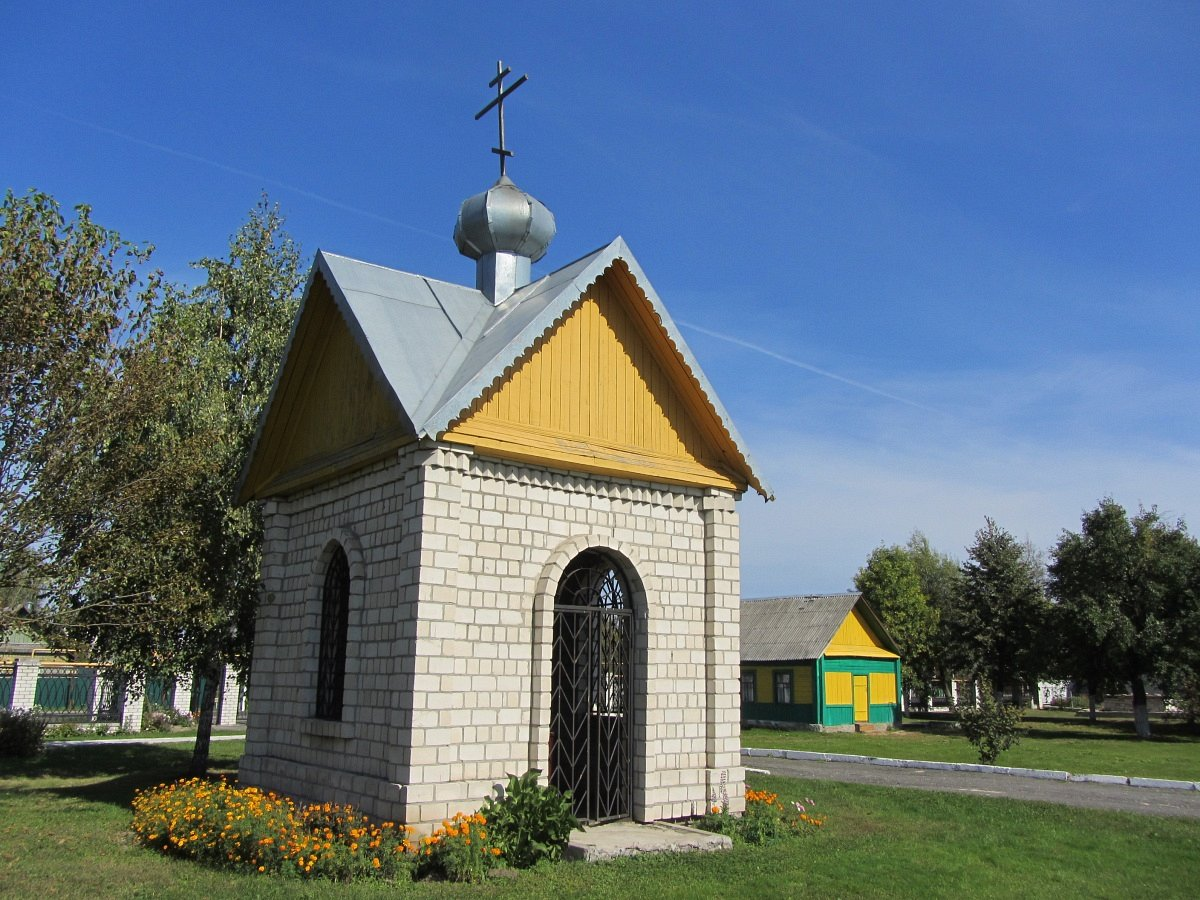
Каплица в г. Буда-Кошелёво
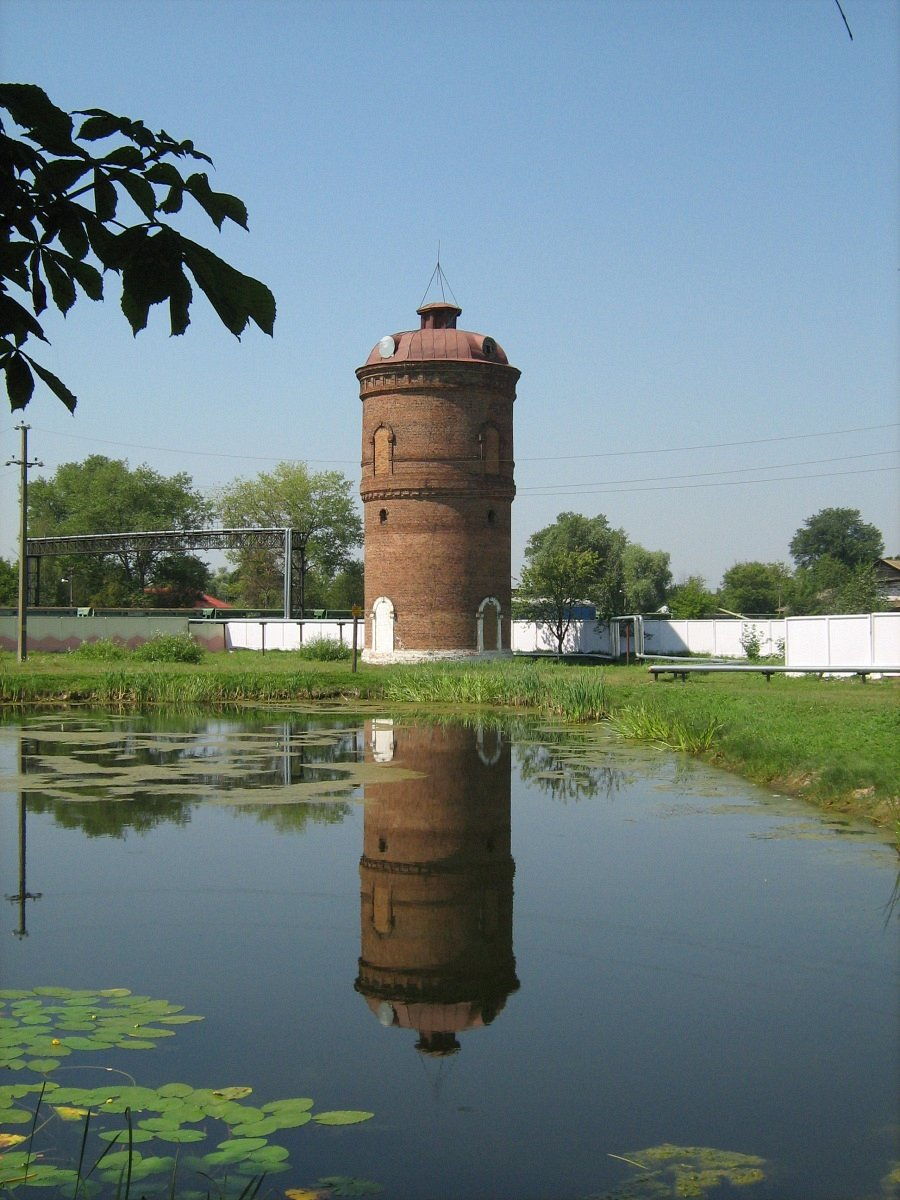
Водонапорная башня в г. Буда-Кошелёво
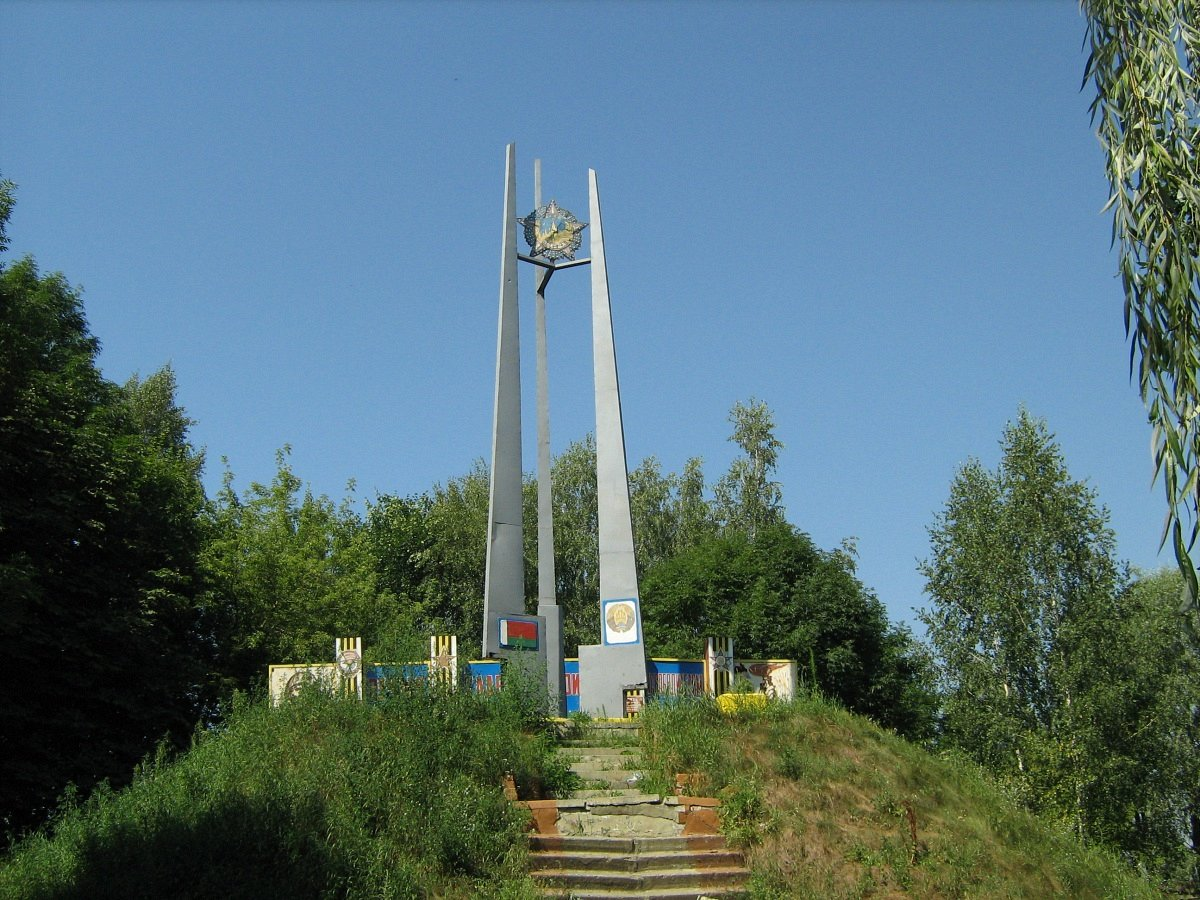
Курган Славы в г. Буда-Кошелёво
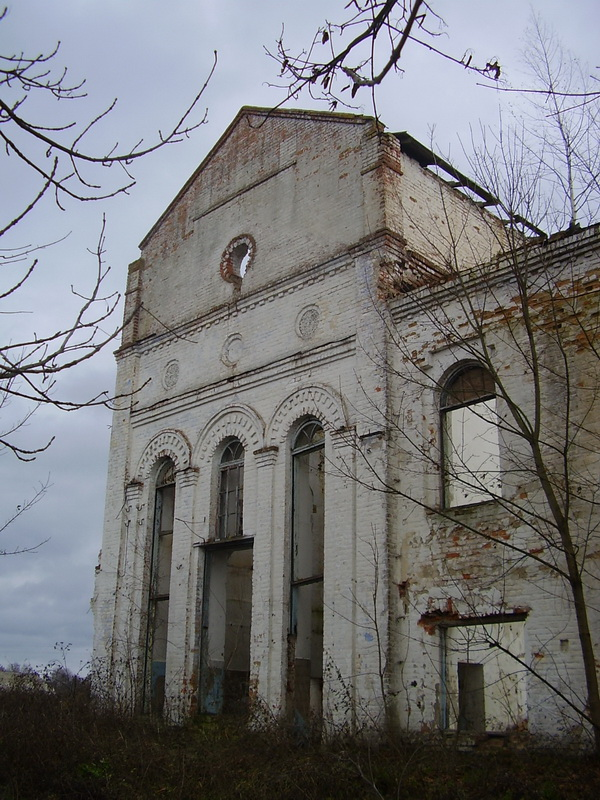
Бровар в аг. Рогинь
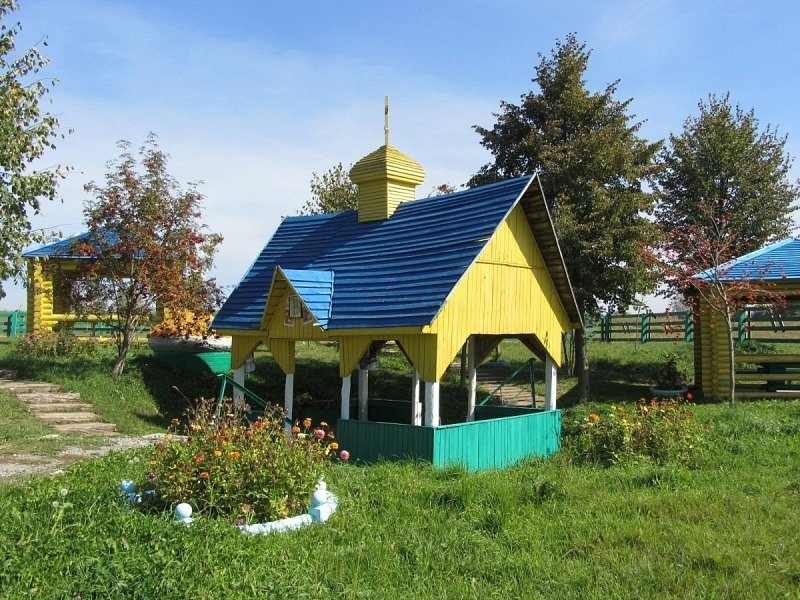
Криница в д. Селец

## СМИ
Издаётся газета «Авангард».